# Чиршкаси (Цівільський район)
Чиршка́си (рос. Чиршкасы, чув. Чиричкасси) — присілок у складі Цівільського району Чувашії, Росія. Входить до складу Богатирьовського сільського поселення.
Населення — 71 особа (2010; 117 у 2002).
Національний склад:
- чуваші — 99 %